# 460. kemična brigada (ZDA)
460. kemična brigada (izvirno angleško 460th Chemical Brigade) je kemična brigada Kopenske vojske Združenih držav Amerike.